# ادوین هدمان
ادوین لئوپولد هدمان (زادهٔ ۷ سپتامبر سال ۱۸۶۳ در اولو - درگذشت: ۳۱ ژانویه ۱۹۱۵ در وانایا) پرورش‌دهندهٔ فنلاندی‌تبار، استاد فلسفه و بنیان‌گذار دانشکدهٔ مرکزی پرتتولا بود.
والدین هدمان تاجر، مدیر بانک و مشاور تجاری هدمان یوهان سانفرید (۱۸۳۱–۱۹۰۲) و آنا هِلِنا بلومنتهال (۱۸۳۱–۱۹۱۲) بودند. و در سال ۱۸۸۳، از لیسیوم اولو و در سال ۱۸۸۶ با مدرک کارشناسی و کارشناسی ارشد در رشتهٔ فلسفه از دانشگاه هلسینکی فارغ‌التحصیل شد.
در سالِ ۱۸۸۹، هدمان با اما ماتیلدا هدمان (فلیشر) (۱۸۶۳–۱۹۳۵)، زادهٔ بومی‌تبار اسلو، ازدواج کرد. .
در سال ۱۸۹۰ و پیش از ۱۸۸۵–۱۸۹۰، هِدمان پس از بازدید کردن از آموزشِ معلولان در خارج از کشور شهرِ هلسینکی مؤسسهٔ معلولان را بنیان نهاد. در سال ۱۸۹۱، بخشی از پرتولا [دهکدهٔ روستایی] به محلهٔ وانایا تغییر مکان یافت. هدمان تا زمان مرگش با سمتِ مدیر در این مؤسسه خدمت کرد.
ادوین و اما طرفداران بهداشت نژادی بودند. در سال ۱۹۱۲، بهشان اجازه داده بودند تا زنان ساکن دهکدهٔ پرتولا را به شیوهٔ غیرقانونی در بیمارستانِ شهر هامینلینا نازا کنند. پس از مرگ ادوین، نازایی زمانی پایان یافت که هیئت پزشکان برحسبِ قانون فعلی (مورد) پزشکِ دهکدهٔ پرتولا خاطر نشان کردند و بیان داشتند: «نازایی» می‌تواند عملی خلافِ قانون و مجازات پذیر در نظر گرفته شود.
هدمان، پس از مرگ همسرش در سال‌های ۱۹۱۵–۱۹۲۷، گردانندهٔ کارخانهٔ پرتولا بود و پسرشان، ریدار هدمان (۱۸۹۶–۱۹۶۱)، استادی بود که از سال ۱۹۲۷ تا ۱۹۴۴ با سمتِ مدیرِ بخش پرتولا خدمت می‌کرد.

## انتشارات
- سفرنامه در پاییز ۱۹۱۳ و بهار ۱۹۱۴ شرکت‌های مطالعه سفر به سوئد، نروژ و دانمارک برای مطالعات مربوط به مراقبت از عقب مانده ذهنی. Hämeenlinna 1914 Perttulan tylsämielisten kasvatuslaitos 1890-1915; kirj. Edwin L. Hedman و Emma Hedman. Emma Hedman, Hämeenlinna 1916 Tylsämielistyö-tärkeä yhteiskunnallinen kissymys. اما هدمن، هامینلینا ۱۹۲۰